# Вила-Нова-ди-Фамаликан (район)
Ви́ла-Но́ва-ди-Фамалика́н (порт. Vila Nova de Famalicão) — населённый пункт и район в Португалии, входит в округ Брага. Является составной частью муниципалитета Вила-Нова-ди-Фамаликан. Находится в составе крупной городской агломерации Большое Минью. По старому административному делению входил в провинцию Минью. Входит в экономико-статистический субрегион Аве, который входит в Северный регион. Население составляет 8098 человек на 2001 год. Занимает площадь 2,32 км².